# Újvidéki Egyetem
Az Újvidéki Egyetem Újvidék városában a jogelőd intézményekkel együtt mintegy két évszázada meghatározza a felsőfokú képzést.

## Rövid története
A felsőfokú oktatás alapjait a mai Vajdaság Autonóm Tartományban és egész Szerbiában 1740 körül fektették le, az újvidéki Collegium Vissariono - Pawlovicsianum Petrovaradinense nevű szeminárium létrehozásával.
Az Újvidéki Egyetem legjelentősebb elődjei között szerepelt a Norma - az 1778-ban Zomborban alapított szerb tanárképző iskola és az 1812-ben Szentendre városában alapított Preparandija tanáriskola, amelynek székhelye 1816-ban Zomborba költözött. A tudományos gondolkodás fejlesztésében a XIX. századtól kezdve a legjelentősebb szerepet Matica Srpska, a szerb nép legrégebbi kulturális és tudományos intézménye látta el. 1826-ban alapították Pesten, amelynek székhelyét 1864-ben Újvidékre helyezték át. A fejlesztés A mai Vajdaság területén a jogtudományok és az oktatás kérdését különösen az 1920-ban létrehozott Szabadka Jogi Kar befolyásolta.
A törekvések, víziók, ötletek és eredmények a tudomány és az oktatás területén nagy szintézisre került sor 1960-ban, amikor a Szerb Köztársaság Nemzetgyűlése elfogadta az Újvidéki Egyetem létrehozásáról szóló törvényt, amely összehozta a korábban alapított karokat Újvidék egyedülálló tudományos közösségébe.
Manapság Közép-Európa egyik legnagyobb oktatási és kutatási központja, több mint 50 000 hallgatóval és 5000 alkalmazottal 14 karon és három intézetnél, négy történelmi egyetemi városban, Újvidéken, Zomborban, Szabadkán és Nagybecskereken. Például a Műszaki Tudományi Karon belül létrehozott BioSense Intézetet az Európai Unió a harminc kutatóintézet egyikének nyilvánította Európában, amely a legnagyobb potenciállal rendelkezik a biotechnológia területén. Az ANTARES projekt Európában a Horizont 2020 program keretében 2016-ban a legjobb volt.

## Kapcsolódó szócikk
- Újvidéki Egyetem Természettudományi és Matematikai Kara
- Magyar Tannyelvű Tanítóképző Kar